# Gouaix
Gouaix ist eine französische Gemeinde mit 1320 Einwohnern (Stand 1. Januar 2022) im Département Seine-et-Marne in der Region Île-de-France. Sie gehört zum Arrondissement Provins und zum Kanton Provins.
Die Einwohner nennen sich Gouaillons.

## Geschichte
Gouaix wird im 12. Jahrhundert erstmals urkundlich überliefert. Die Grundherrschaft war im Besitz des Erzbistums Sens. Im Laufe der Jahrhunderte kam es zu häufigen Besitzerwechseln in dem befestigten Dorf, das bis ins 19. Jahrhundert vom Weinbau lebte.

### Bevölkerungsentwicklung
| Jahr      | 1962 | 1968 | 1975 | 1982 | 1990 | 1999 | 2007 |
| Einwohner | 759  | 1020 | 1077 | 1205 | 1065 | 1393 | 1419 |

## Sehenswürdigkeiten
- Kirche Saint-Savinien-Saint-Potentien aus dem 13. Jahrhundert
- Schloss Flamboin (Monument historique)

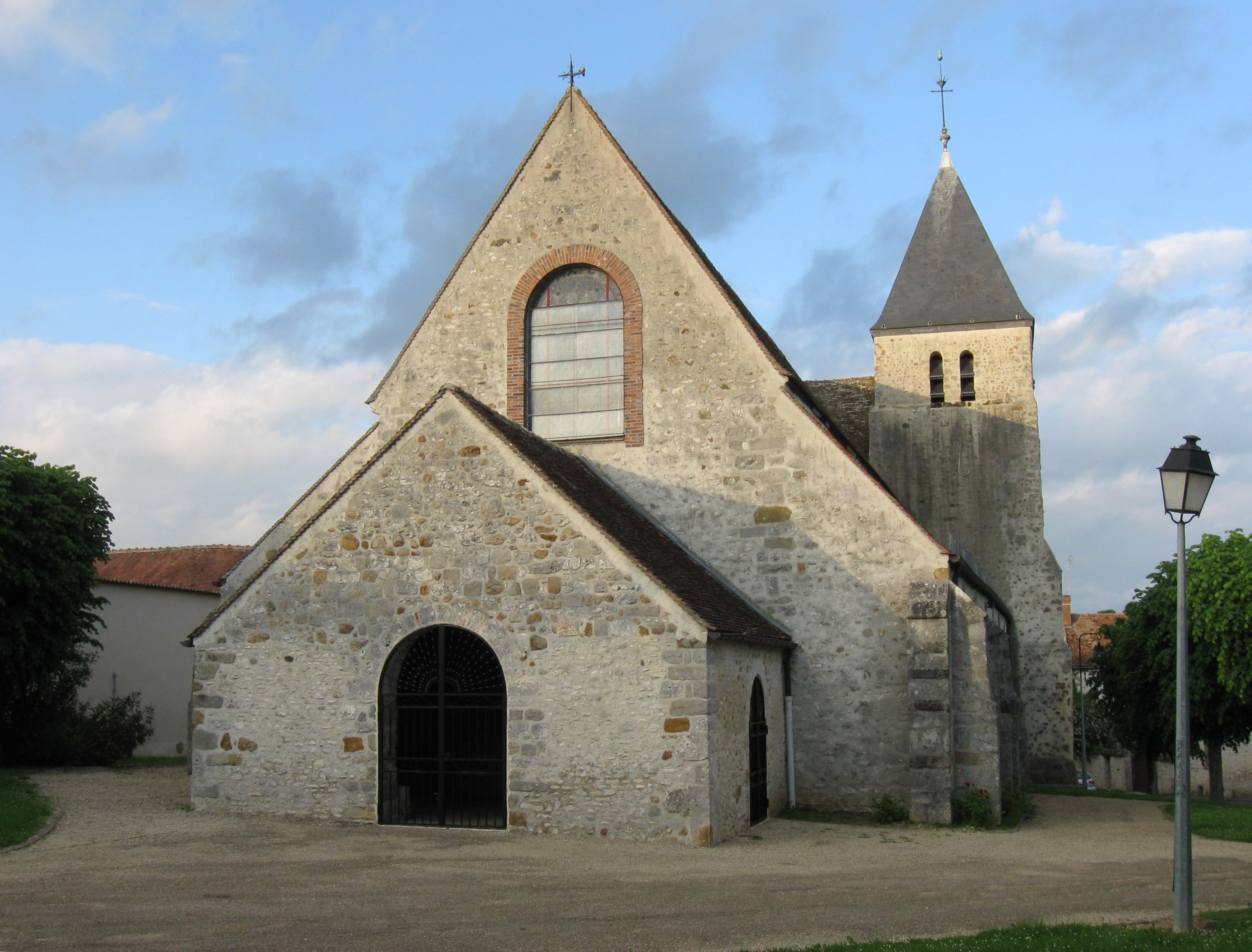
Saint-Savinien-Saint-Potentien